# Никитин, Александр Сергеевич
Алекса́ндр Серге́евич Ники́тин (27 января 1935, Москва — 5 июня 2022) — советский и российский шахматист, шахматный теоретик, мастер спорта СССР (1952). Заслуженный тренер Азербайджанской ССР (1980) и СССР (1986). Тренер Гарри Каспарова (1976-1990).

## Биография
В 17 лет стал мастером спорта. По окончании МЭИ работал на закрытом производстве в ОКБ МЭИ.
Участник ряда чемпионатов Москвы (лучший результат в 1954 году — 2—5-е место) и чемпионата СССР 1959 года. В составе команды СССР победитель студенческих первенств мира (1955, 1957, 1958). Участник международного турнира в Кисловодске (1966) — 9-е место.
Никитин дебютировал в роли тренера в 1963 году, когда вместе с Игорем Бондаревским готовил к олимпиаде студенческую сборную СССР. С 1973 по 1976 год работал в Спорткомитете СССР тренером сборной и входил в команду Анатолия Карпова, которая помогала ему готовиться к несостоявшемуся матчу на первенство мира. В 1976 году между Никитиным и Карповым произошёл конфликт, и Никитин был уволен из Спорткомитета.
В 1973 году Никитин на юношеских соревнованиях познакомился с десятилетним Гарри Вайнштейном (Каспаровым). В течение следующих трёх лет он периодически его консультировал, а начиная с 1976 года стал его постоянным тренером. Через десять лет Каспаров стал чемпионом мира. В 1990 году Никитин и Каспаров расстались. В 2000-х годах Никитин вместе с Каспаровым работал над книгами.
В 1992 году Никитин помогал Борису Спасскому во время его показательного матча с Робертом Фишером. В конце 1990-х Никитин был постоянным тренером Этьена Бакро, который стал самым молодым гроссмейстером в мире и многократным чемпионом Франции.
В 2019 году Никитин работал над книгой о творчестве гроссмейстера Евгения Васюкова.
Ещё с советских времён Никитина отличало критическое восприятие действительности, сочувствие и близость к диссидентским кругам. И в СССР, и в России он придерживался оппозиционных к действующей государственной власти политических взглядов и открыто их выражал. С 1970-х годов Никитин оказывал сильное влияние на формирование мировоззрения и политических установок своего ученика с детских лет Гарри Каспарова.

## Книги
- М. Чигорин. — Москва, 1972 (соавтор);
- Сицилианская защита. Схевенинген / в соавторстве с Г. К. Каспаровым. — М.: Физкультура и спорт, 1984. — 240 с. — (Теория дебютов). — 100 000 экз.
- С Каспаровым ход за ходом, год за годом. — Москва, 1998. — 349 с.
- Мой друг Евгений Васюков. — Москва, 2020. — 192 с.